# Wringinanom (Poncokusumo)
Wringinanom is een bestuurslaag in het regentschap Malang van de provincie Oost-Java, Indonesië. Wringinanom telt 5704 inwoners (volkstelling 2010).